# Чес Рекърдс
„Чес Рекърдс“ (на английски: Chess Records) е американска звукозаписна компания, съществувала от 1947 г. до 1975 г.
През 1947 г. братята Ленърд и Фил Чес стават съдружници на Чарлз и Ивлин Арън в „Аристрократ Рекърд Къмпъни“ (Aristocrat Record Company). Братя Чес притежават няколко нощни локала в южната част на Чикаго, като най-големият от тях е Mocamba Lounge. В желанието си да запишат един от певците работещи там, те решават да се включат в звукозаписния бизнес.
През 1950 г. те откупуват дела на Арън и променят името на компанията на „Чес Рекърдс“. Братя Чес започват да привличат различни блус-музиканти от Делтата на Мисисипи като Мъди Уотърс, Хаулин Уулф, Съни Бой Уилямсон II, Литъл Уолтър, Бъди Гай и Бо Дидли. Басистът и композитор Уили Диксън присъства неизменно на тези блус-сесии, като допринася и с композициите си (вече станали класически) „I'm Your Hoochie Coochie Man“, „Spoonful“ и др. Той участва и развитието на рок енд рола като подпомага оформянето на стила на Чък Бери. Когато ритъм енд блусът започва да навлиза и в пазара на поп-музиката, „Чес Рекърдс“ записват, чрез дъщерната си фирма „Чекър“, вокални групи като „Муунглоуз“ и „Фламингоз“. Те също управляват и издателските къщи „Арк“ и „Джуъл“ чрез Морис Леви.
През 1969 г. братята продават фирмата „Чес Рекърдс“ на „Дженерал Рекордет Тейп“ (General Recorded Tape) за 6,5 млн. долара.
Легендата разказва, че когато Кийт Ричардс вижда Мик Джагър на железопътната гара в Дартфорд, Кийт заговаря Мик, защото вижда в ръцете му плочата „The Best of Muddy Waters“, издадена от „Чес Рекърдс“. И поискал да разбере откъде я е купил...